# サードプラネット
株式会社サードプラネット（THE 3RD PLANET Co., Ltd.）は、山口県周南市と神奈川県横浜市に本社を置き、アミューズメント施設「サープラ〇〇あそびタウン」（〇〇は地名）や「パレット」、「THE 3RD PLANET」などを展開する企業。
本稿では、2015年9月まで「THE 3RD PLANET」を運営していた株式会社ザ・サードプラネット（後の株式会社駿河管財）についても記述する。

## 概要
全国各地にてアミューズメント施設「THE 3RD PLANET」を直営・フランチャイズ展開する。THE ALFEEの高見沢俊彦がデザインしたキャラクター「プラミン」「ブッヒー」を公式キャラクターとして使用。高見沢はかつては港北ニュータウン店（後の横浜本店）の店舗のプロデュースに参加していた他、一時期、旧運営会社の株式会社ザ・サードプラネット社外取締役を務めたことがある。
旧運営会社の株式会社ザ・サードプラネットは、2007年3月期に99億1231万円の売り上げがあった。しかし、市場調査の不足による行き過ぎた店舗拡大もあって、わずか2年後の2009年3月期は売上高がほぼ2割減の約82億円と、最終利益は4億円を超える赤字となった。そこから3期連続最終赤字を余儀なくされ、累計損失は10億円を超えた。その後も、スマートフォンゲームなどの台頭や消費不況で不採算店が続出。2014年3月期の売上は約52億8400万円にまで減少し、約5億5000万円の最終赤字となった。このため、不採算店の閉鎖などで経営改善を図ったが、設備投資に伴う借入債務が膨らんで行った。2014年秋頃から同業者の間でザ・サードプラネットの経営を不安視する声か聞かれ始め、2015年5月にはファンドからの融資を断られた。同年6月に東京地方裁判所へ民事再生法を申請し、同日付で保全管理命令を受けた。負債総額約60億円。2014年から2015年にかけてのアミューズメント施設の大型倒産としては、2014年12月に破産したアール・アール・ビーの約8億円の約7.5倍、2015年1月に破産したケイ・キャットの約16億円の約3.5倍という巨額の負債による倒産となった。
2015年7月、民事再生スポンサーに山口県下関市に本社を置き、「THE 3RD PLANET山口店」を運営している株式会社HANAが選定された。HANAは受け皿会社として株式会社サードプラネットを設立し、同年10月に株式会社ザ・サードプラネットからゲームセンター事業並びに各種権利を譲受した。
株式会社サードプラネットの本店所在地は、ザ・サードプラネットの本店所在地であった静岡市駿河区ではなく、HANAの関連会社である株式会社東映コミュニケーションズ周南支店と同一の山口県周南市に置かれる。本社所在地は、当初は旧：ザ・サードプラネット本社と同じ横浜市都筑区の1本社制となっていたが、後に山口本社（所在地は本店所在地と同じ周南市）・横浜本社の2本社制となった。
サードプラネット運営になってからは、店舗別キャラクターの設定、新規出店の再開などの経営施策を行っている。サードプラネットは2018年1月1日付で、HANAを逆さ合併の形で吸収合併した。また、同年5月には「サンゲームス」を運営しているアム・スペースを完全子会社化し、2019年7月にはアーケードゲーム機のレンタル業務などを行うサトックスを完全子会社化し、アーケードゲーム機のレンタル業務に進出した。2020年3月にはアーケードゲーム機の販売業務・メンテナンス業務・レンタル業務などを手掛けるスタンバイを完全子会社化した。なお、アム・スペースは2019年10月にサードプラネットへ吸収合併された他、サトックス全株式も後に売却された。
株式会社ザ・サードプラネットは民事再生手続を続け、2015年10月19日に株式会社ザ・サードプラネットから株式会社駿河管財へ商号を変更して清算手続を行うことになった。株式会社ザ・サードプラネットの親会社だった長野興産株式会社も、ザ・サードプラネットの経営破綻直後に経営危機が表面化。2015年10月26日に商号を株式会社アライブへ変更したと同時に、本店所在地を静岡市駿河区中田4丁目から静岡市駿河区中野新田（静岡インターチェンジ近くのマンション）へ移転した。静岡市駿河区中田4丁目に所在した本社ビルも売却された。2016年2月にアライブの代表者の自宅が地元金融機関に差し押さえられ、同年4月に地元金融機関がアライブに対する貸金返還訴訟を静岡地方裁判所へ提訴し、静岡地裁はアライブに対し、地元金融機関が請求した金額の全額を地元金融機関に支払うよう命ずる判決を下した。同年8月にはアライブが所有していた不動産が地元金融機関の差し押さえを受け、さらにはアライブが運営していた「THE 3RD PLANET」フランチャイズ2店舗と「LAND」2店舗も同年9月までにサードプラネットへ譲渡された。これに伴い、駿河管財は2016年11月に本店所在地を静岡市駿河区中田4丁目から申請代理人の弁護士事務所がある東京都千代田区へ移転した。アライブ自体は、2016年11月30日に東京地方裁判所から破産手続開始決定を受け、2017年5月11日に法人格が消滅した。駿河管財自体も2018年7月2日に民事再生手続が結了し、法人格が消滅した。

## 沿革

### 株式会社ザ・サードプラネット→株式会社駿河管財
- 1983年：長野興産株式会社として、静岡県榛原郡相良町（現・牧之原市）に設立。
- 1988年：カルチュア・コンビニエンス・クラブ株式会社フランチャイズに加盟。
- 1994年：不動産事業部を開設。
- 1997年：静岡市に本社ビルを落成。
- 1998年：アミューズメント施設「THE 3RD PLANET」の商標登録を出願（2000年3月に登録）。
- 2001年：株式会社自然堂フランチャイズに加盟。
- 2004年：東京都港区六本木ヒルズ内に「東京本社」を開設。東京本社内に「FC事業本部」を開設。
- 2005年
  - 長野興産の会社分割を実施。アミューズメント事業を「株式会社ザ・サードプラネット」として新設分割の上移管。
  - 六本木ヒルズ森タワー37Fより同29Fへ、東京本社機能を移転・統合。
- 2007年：神奈川県横浜市都筑区（港北ニュータウン店と同所）に本社所在地を移転し、横浜本社を開設。同時に本店所在地を静岡市駿河区へ移転。
- 2015年
  - 6月29日：東京地方裁判所に民事再生法の適用を申請し、同日保全命令を受ける[2][9]。負債総額は約60億円。
  - 7月6日：東京地方裁判所から民事再生手続開始決定を受ける。民事再生スポンサーに山口県下関市に本社がある株式会社HANAを選定[10]。
  - 10月19日：全事業をHANAが設立した株式会社サードプラネットへ譲渡して事業停止。同時に商号をザ・サードプラネットから株式会社駿河管財へ変更。
  - 10月26日：ザ・サードプラネットの親会社であった長野興産が株式会社アライブへ商号変更。
  - 10月28日：駿河管財が子会社である合同会社ザ・サードプラネット・プロパティーズを吸収合併。
- 2016年
  - 8月：アライブが所有していた不動産が地元金融機関から差し押さえを受ける。
  - 11月4日：駿河管財の本店所在地を静岡市駿河区から東京都千代田区へ移転。
  - 11月30日：駿河管財の親会社であったアライブが東京地方裁判所から破産手続開始決定を受ける。
- 2017年5月19日：株式会社アライブの法人格消滅。
- 2018年7月2日：株式会社駿河管財の法人格消滅。

### 株式会社サードプラネット
- 2015年
  - 10月19日：株式会社HANAが株式会社サードプラネットを設立し、同時に株式会社ザ・サードプラネット（同日付で株式会社駿河管財へ商号変更）から全事業を譲受して営業開始。本社は旧：株式会社ザ・サードプラネットと同じ神奈川県横浜市都筑区、本店は山口県周南市に置く。
- 2017年
  - 9月15日：横浜本店がフルリニューアルオープン。
- 2018年
  - 1月1日：株式会社HANAを吸収合併。
  - 5月31日：九州を中心にアミューズメント施設「サンゲームス」「アムズ」を展開する株式会社アム・スペースを完全子会社化。
- 2019年
  - 4月1日：直営営業部のエリア再編を実施。東海エリアと関西・中国エリアを統合し、中日本エリアとする。静岡県内の店舗の内、BiVi沼津店と富士店の管轄エリアを東海エリアから南関東・横浜エリアに変更。山口店を九州エリアに編入し、九州・山口エリアとする。
  - 7月1日：株式会社サトックスを完全子会社化。
  - 10月1日：株式会社アム・スペースを合併、組織変更を実施。直営営業部は東日本営業部と西日本営業部に分割改称し、九州・山口エリアは北九州・山口エリア、中九州エリア、南九州エリアに分割。同時に旧：アム・スペースの運営店舗だったアムズ下通り店（熊本市中央区）がTHE 3RD PLANET 下通り店に改称される[11]。
- 2020年
  - 3月31日：スタンバイ株式会社を完全子会社化[12]。
- 2022年
  - 4月1日：「ザ・サードプラネット」「サンゲームス」全店舗にて、KDDIが提供する「au PAY」（コード支払い）が可能に[13]。
  - 7月15日：下関駅の商業施設「リピエ下関」2Fに「Palette下関リピエ店」オープン。
  - 7月22日：横浜市都筑区の「ザ・サードプラネット横浜本店を、クレーンゲーム機555台を設置し「サープラ横浜あそびタウン」としてリニューアルオープン。同日、ギネス世界記録の「単一会場におけるクレーンゲーム機の最多数(Most claw crane game machines at a single venue)」に認定される[14]。
  - 7月：横浜を拠点に活動するプロバスケットボールチーム「横浜ビー・コルセアーズ」とパートナー契約を締結[15]。
- 2023年
  - 6月23日 - 串木野ゴールデンボウル（鹿児島県いちき串木野市、建物所有者は同市の採石業者である株式会社中馬）が建物老朽化を理由に閉店。同居するサンゲームス串木野店は隣接する中馬ビル（ニシムタ串木野店食鮮館）へ移転[16]。
- 2024年
  - 12月28日 - 「サンゲームス」として営業していた最後の店舗である鳥栖店が「鳥栖あそびタウン」へ改称[17]。
- 2025年
  - 7月31日 - 「THE 3RD PLANET」として営業していた最後の店舗であるBiVi仙台店が閉店[18]。

## 店舗展開
旧：株式会社ザ・サードプラネットの発祥地だった静岡県と旧：株式会社アム・スペースの地盤である九州地方を中心に、北は宮城県（2025年8月以降は福島県）から南は鹿児島県にかけて展開している。2022年以降はクレーンゲーム機中心の構成となる「サープラ〇〇あそびタウン」（〇〇は地名）を展開しており、既存の「THE 3RD PLANET」「サンゲームス」店舗も2025年までに順次「あそびタウン」へ改装している。
旧：アム・スペースの店舗はサードプラネットへの吸収合併後も「サンゲームス」として運営を継続していたが、鳥栖店（佐賀県鳥栖市）を最後に2024年までに「サープラ〇〇あそびタウン」へリニューアルされた。また、荒尾店（熊本県荒尾市）は2019年7月の開店当初から、下通り店（熊本市中央区）は同年10月（サードプラネットへの合併時）から「THE 3RD PLANET」として運営していた。サープラ鹿屋あそびタウン（鹿児島県肝付町）に隣接する笠之原ボウリングセンターは別会社による運営だが、かつての串木野店（鹿児島県いちき串木野市）に隣接していた串木野ゴールデンボウル（ボウリング場）はサードプラネットが運営していた。
- サープラ荒尾あそびタウン（熊本県荒尾市）は2009年から2016年にかけて「サンゲームス荒尾店」として運営していた地（セガワールド有明プラザ跡地）に再出店したものである。旧：アム・スペースの運営店舗であったものの、2019年7月の開店当初から「サードプラネット」として営業し、後に「あそびタウン」へリニューアルされた。
- サープラ都城あそびタウン（宮崎県都城市）はかつてアリサカ→アール・アール・ビー (RRB) →ビジョンプランニング (VISION PLANNING) が運営していた「アーバンスクエア都城北店」を当時のアム・スペースが引き継ぎ、2014年11月に「サンゲームス都城北店」に転換、2023年12月に「あそびタウン」へリニューアルした店舗である。
- 串木野ゴールデンボウル（鹿児島県いちき串木野市）は1972年2月に開業。建物老朽化を理由に2023年6月23日閉店。建物所有者は株式会社中馬で、1972年の開業当初は中馬の関連会社（中馬興業）による運営であった[19]。店名は串木野金山にちなんだものである[16]。

現在、各地に展開している「Palette（パレット）」は、施設のスペースやお客様のニーズに合わせて選んだマシンを、コンパクトに展開する店舗スタイル。
現行店舗の詳細は公式サイトの店舗情報を参照。「パレット」店舗については2024年7月末の公式サイトリニューアル時より公表していない。

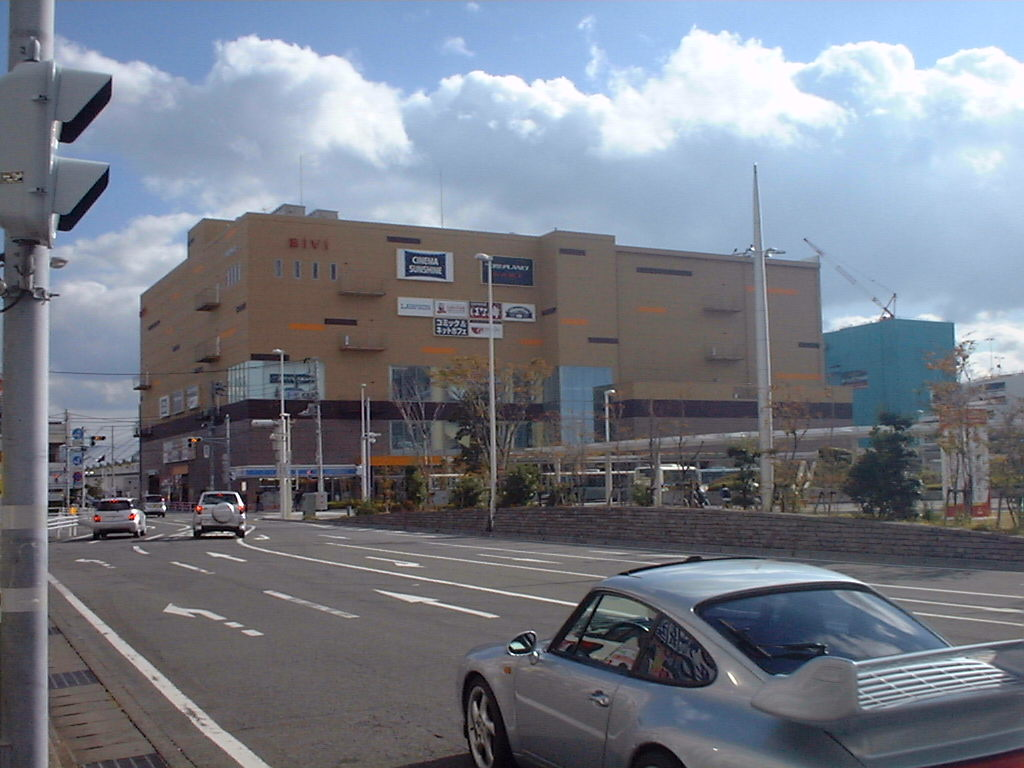
沼津あそびタウンが入居するBiVi沼津（静岡県沼津市）。THE 3RD PLANET BiVi沼津店時代の外観（2006年）
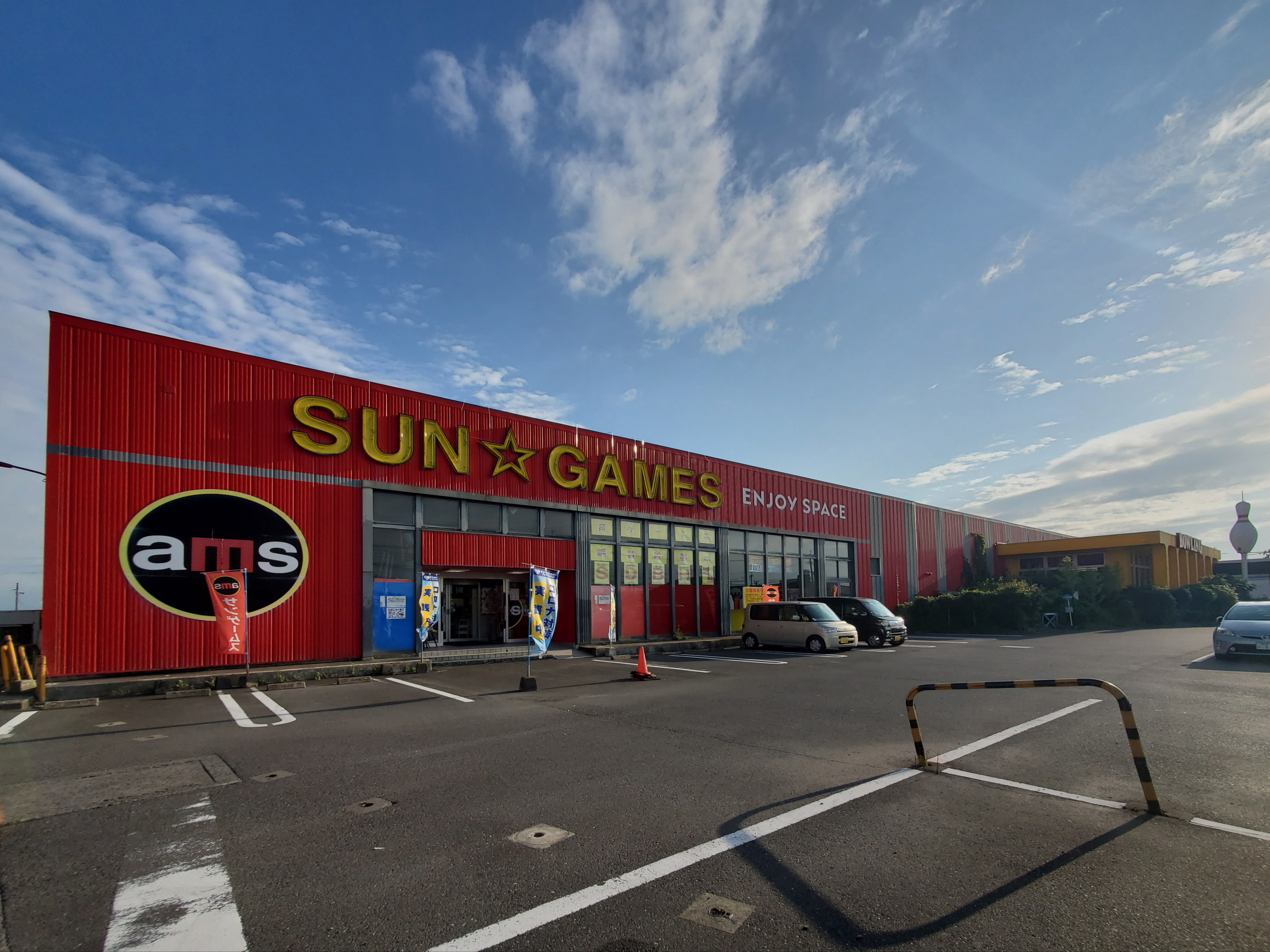
サンゲームス鹿屋店時代の店舗外観（現：サープラ鹿屋あそびタウン、鹿児島県肝付町）。右側は笠之原ボウリングセンター（2020年）
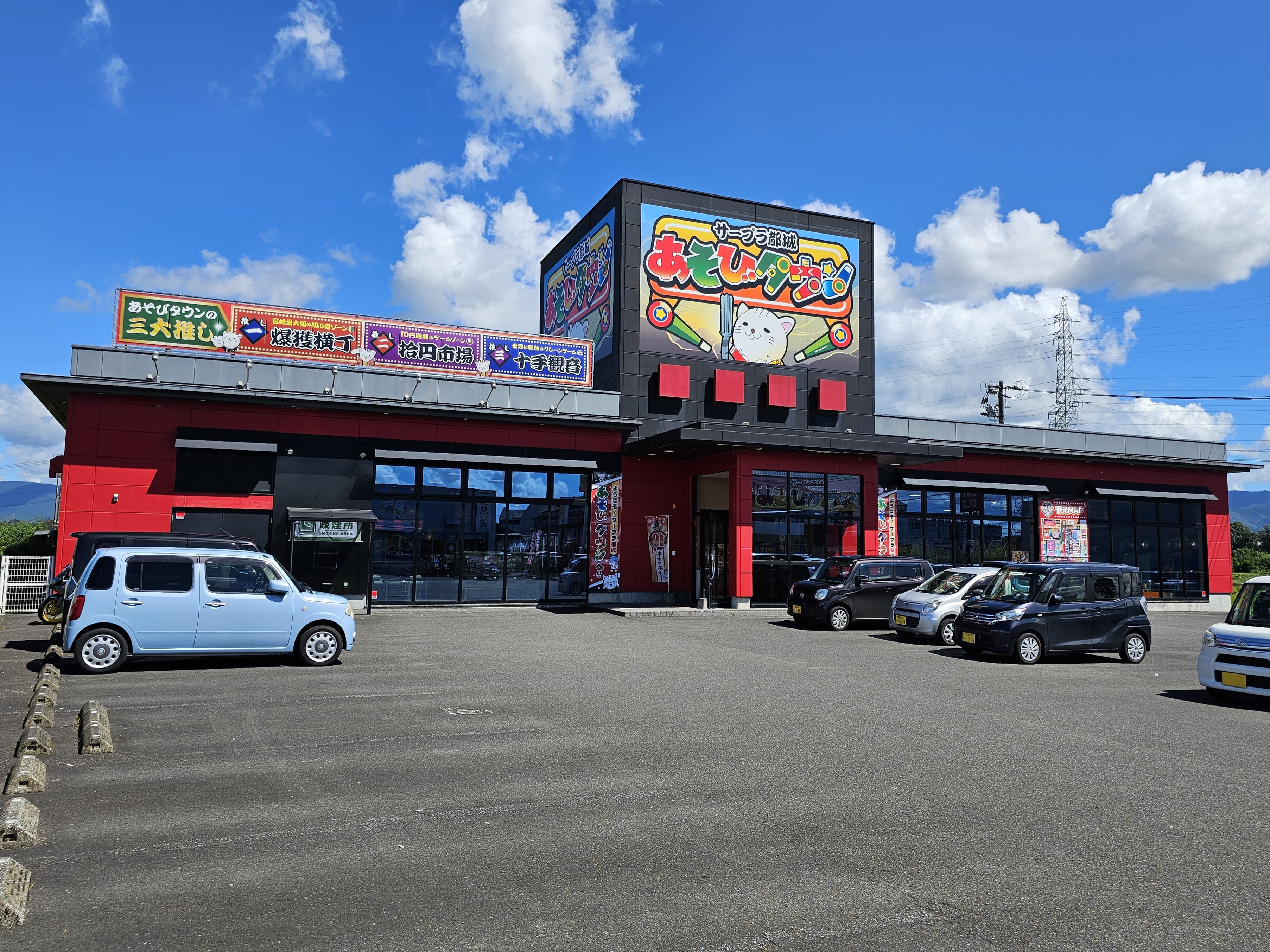
サープラ都城あそびタウン（アーバンスクエアおよびサンゲームスからの転換店舗、宮崎県都城市）
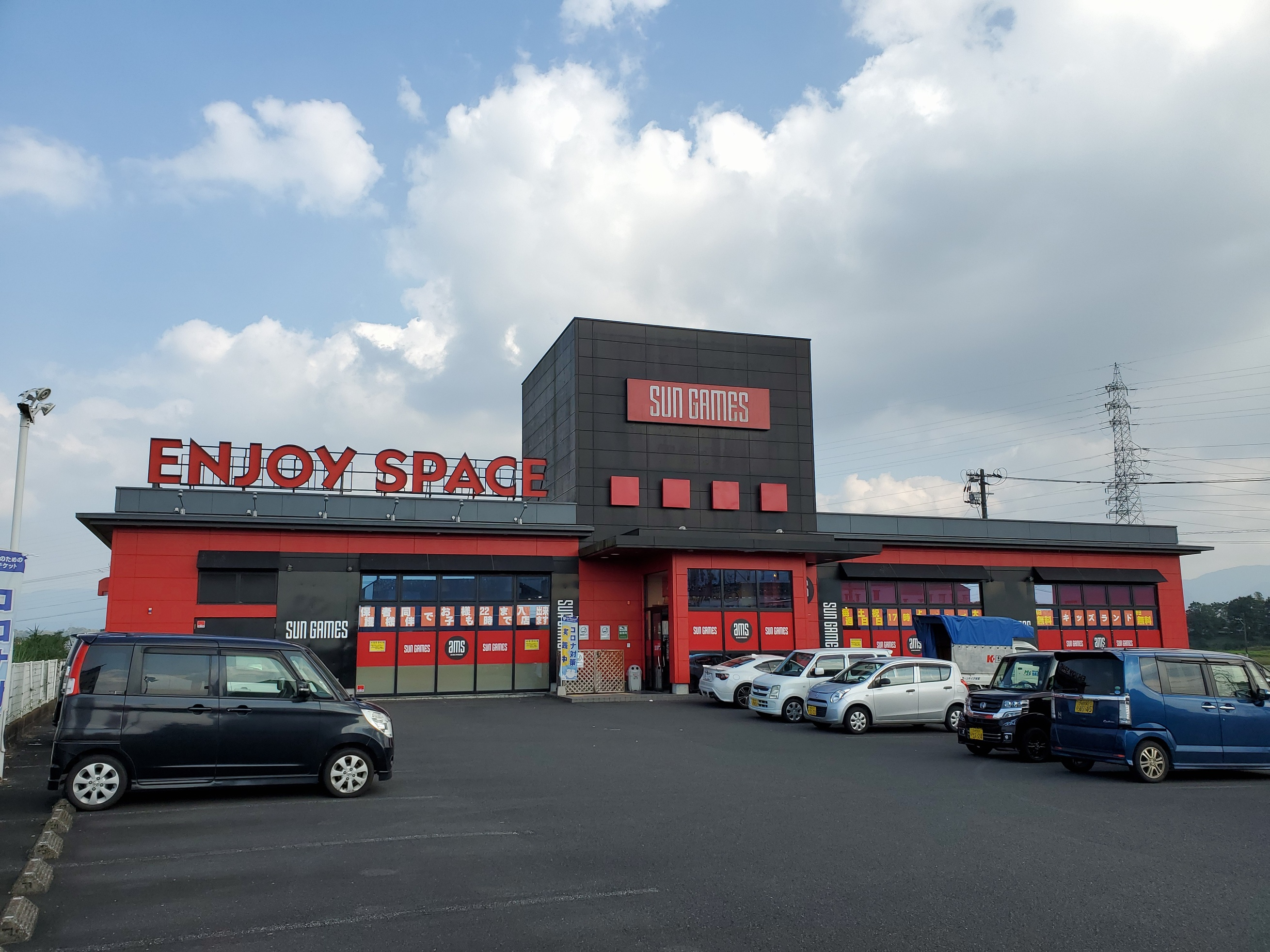
サンゲームス都城北店時代の店舗外観（2020年）
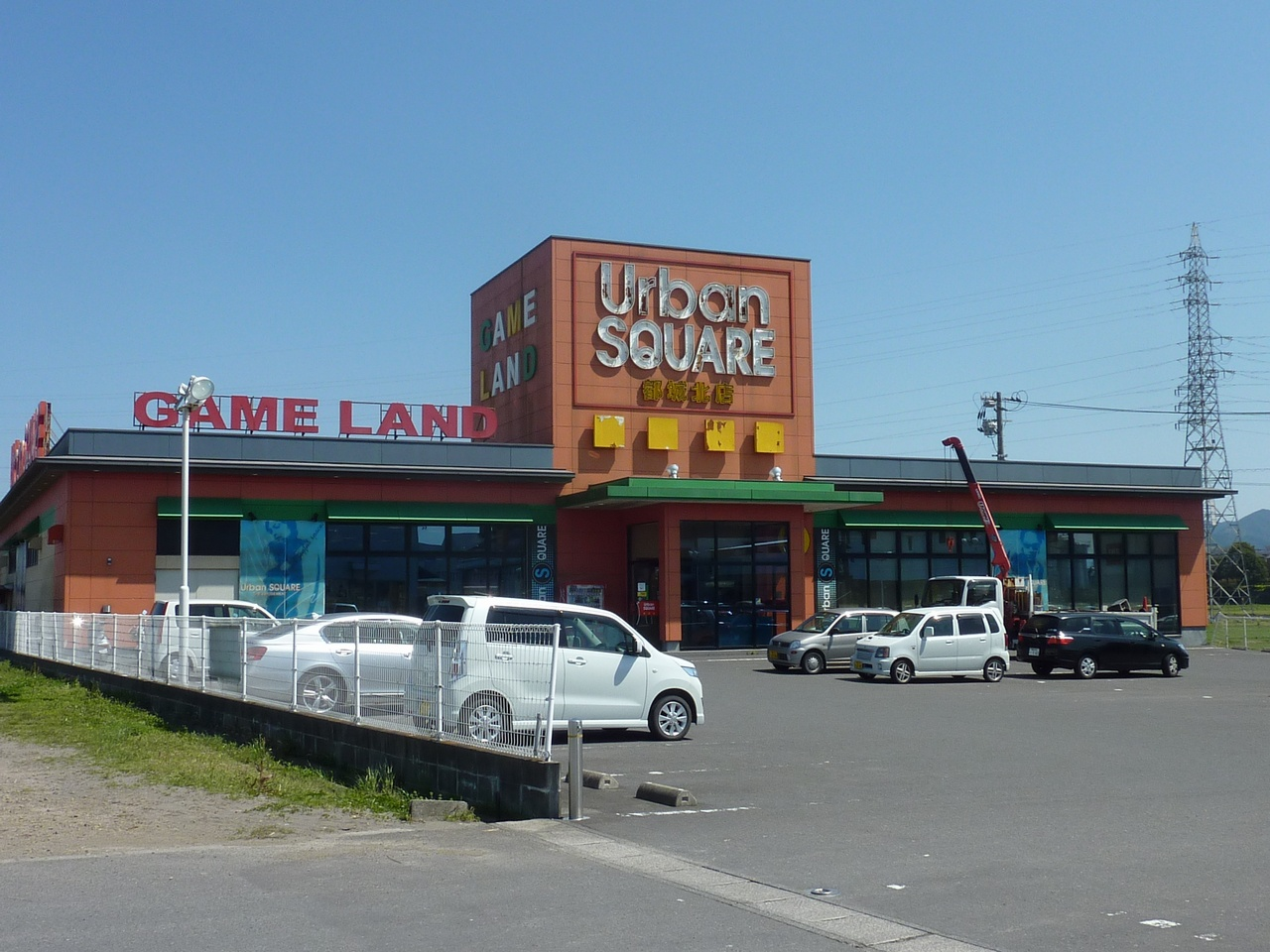
参考：アーバンスクエア都城北店時代の店舗外観（2012年）

## 関連会社
- 株式会社東映コミュニケーションズ - 山口県においてカラオケ機器のレンタル・リース事業などを手がけている企業で、サードプラネットの山口本社並びに登記上の本店所在地も周南支店と同一。東映との資本関係はない。
- スタンバイ株式会社 - アーケードゲームの販売企画並びにメンテナンス、アミューズメント施設の運営などを手がける企業で、サードプラネットの完全子会社。本社は千葉県船橋市。

### かつての関連会社
- 株式会社アム・スペース - 九州を中心に「サンゲームス」「アムズ」を展開している企業で、サードプラネットの完全子会社。サードプラネットの完全子会社化と同時期に、本社を福岡県小郡市から佐賀県鳥栖市（サンゲームス鳥栖店と同所）へ移転[20]。2019年10月1日、サードプラネットに合併。
- 株式会社サトックス - アーケードゲームの販売企画並びにリース、中古アーケードゲーム機の販売などを手がける企業。2019年7月にサードプラネットの完全子会社となったが、後に全株式を売却。